# Maadi
Maadi, o con l'articolo Al Maadi (in arabo المعادي El-Ma'adi) è un quartiere nella parte sud del Cairo in Egitto. Si trova sulla riva est del Nilo a circa 12 km dal centro del Cairo. Si trova vicino al quartiere El Basatin.
La popolazione di Maadi era stimata a 97 000 abitanti nel 2016. Maadi è un quartiere di case prevalentemente basse e di viali alberati. Ospita diverse ambasciate e scuole internazionali oltre agli uffici di alcune agenzie delle Nazioni Unite (ONU). A Maadi si trovano anche la Corte costituzionale Egiziana e Il Museo geologico d'Egitto. A sud di Maadi si trova la prigione 'Torra' dove è stato detenuto tra gli altri anche l'ex presidente egiziano Hosni Mubarak, a seguito del suo arresto dopo la rivoluzione del 2011.

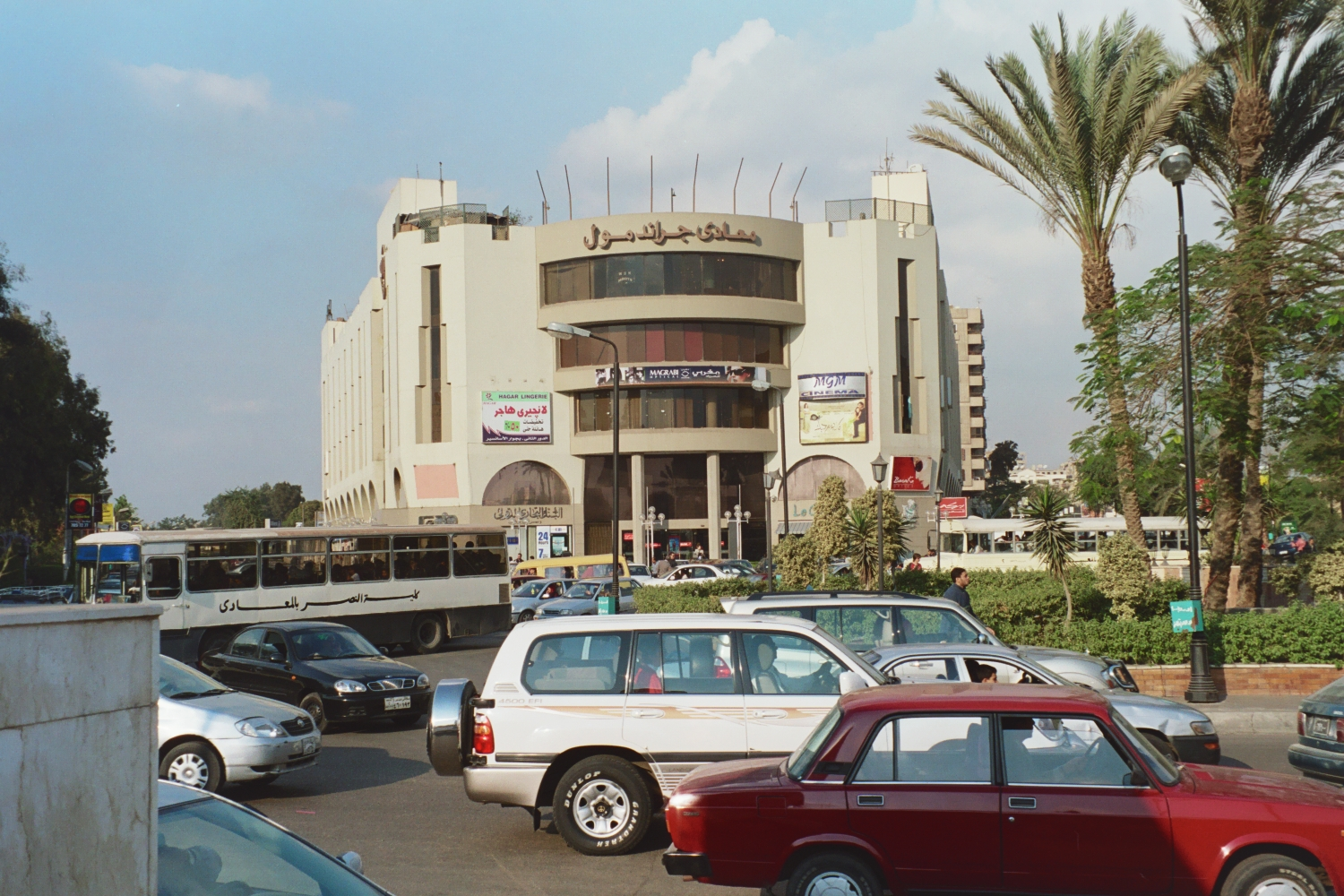
Una delle strade trafficate di Maadi. Sullo sfondo, il centro commerciale Maadi.

## Nome
Ma'adi è la forma plurale di Ma'dyya che è una delle parole con cui si indica una imbarcazione per trasporto persone (traghetto). Una ipotesi è che il nome derivi dal fatto che in quella zona del fiume ci fosse in passato un imbarcadero dal quale dei traghetti attraversavano il fiume verso la riva ovest.

## Storia
Il quartiere di Maadi è stato progettato nel 1905 dal capitano canadese in pensione Alexander J. Adams. Durante la seconda guerra mondiale, Maadi ospitò 76 000 truppe neozelandesi che si esercitavano nella zona desertica adiacente a Maadi (Wadi Degla). In seguito alla rivoluzione del 1952 e alla fine della occupazione coloniale Britannica, molti espatriati che vivevano a Maadi furono costretti a espatriare.